# هرمود ۲۶۳۰
سیارک ۲۶۳۰ (به انگلیسی: 2630 Hermod، نامگذاری:1980TF3) دو هزار و ششصد و سیمین سیارک کشف شده‌است که در ۱۴ اکتبر ۱۹۸۰ کشف شد.
قدر مطلق سیارک برابر ۱۱٫۸۰ است.